# Johann Georg Ramsauer

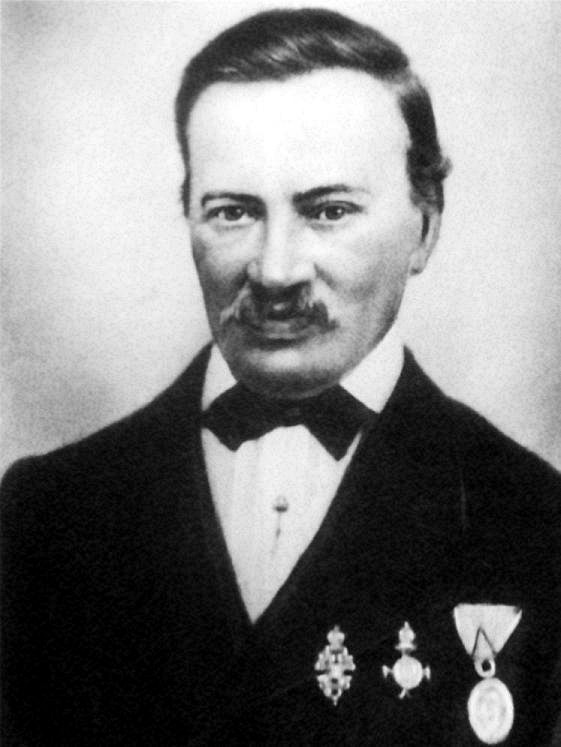
Johann Georg Ramsauer

Johann Georg Ramsauer (* 7. März 1795 in Hallstatt; † 1. Jänner 1874 in Linz) war Bergwerksbeamter aus Hallstatt. Er entdeckte 1846 das eisenzeitliche Gräberfeld in Hallstatt und führte dort erste Ausgrabungen durch.

## Leben
Der 1795 in Hallstatt geborene Ramsauer trat mit 13 Jahren als „Manipulationszögling“ in den Dienst des Salzbergbaus und stieg rasch auf: Schon mit 36 Jahren wurde er Bergmeister in Hallstatt. Im November 1846 glückte ihm schließlich durch „Öffnung einer Schottergrube“ die Aufdeckung eines unbekannten Leichenfeldes.
Ramsauers besonderes Verdienst ist die akribische Dokumentation der Funde, zusammen mit dem Bergmann Isidor Engl, der Skizzen anfertigte. In den folgenden 17 Jahren wurden 980 Gräber geöffnet und über 19.497 Objekte geborgen. Als wissenschaftlichem Laien blieb Ramsauer dennoch die volle Anerkennung verwehrt, 1859 etwa wurde sein Gesuch an Kaiser Franz Joseph I. um Drucklegung der Grabungsprotokolle abgelehnt.
Johann Georg Ramsauer war insgesamt dreimal verheiratet und Vater von 22 Kindern. Am 5. November 1863 trat er in den beruflichen Ruhestand und zog nach Linz, wo er auch 1874 starb.

## Wirkung

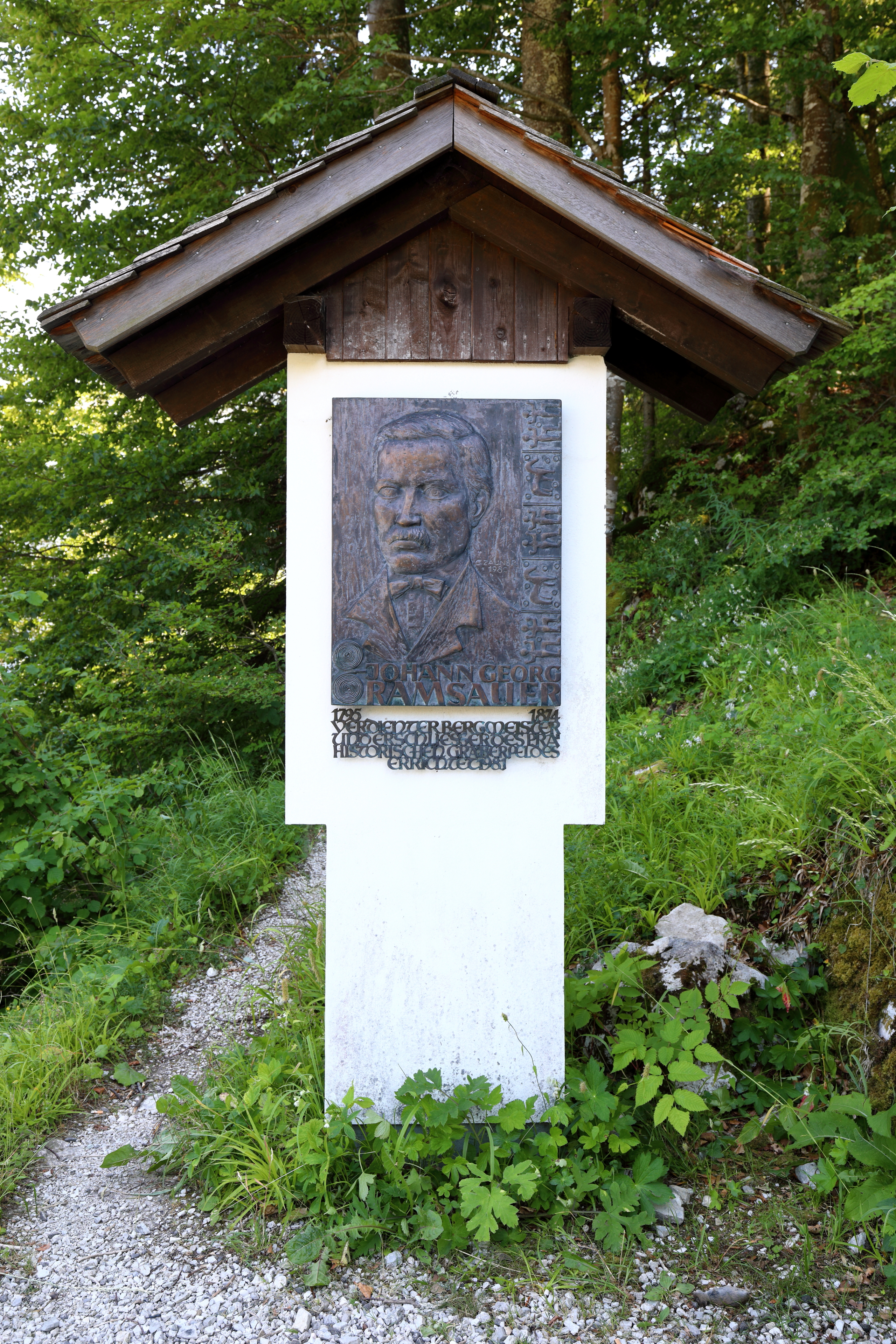
Denkmal auf dem Salzberg

Bereits im selben Jahr sprach der schwedische Forscher Hans Hildebrand von einer „Hallstattgruppe“ und bald darauf setzten sich die Begriffe Hallstattkultur und -zeit durch. Obwohl Ramsauer den Fundort für erschöpft hielt, deckte man bis 1939 weitere Gräber auf. 1994 wurden die Grabungen vom Naturhistorischen Museum Wien mit großem Erfolg wieder aufgenommen.